# 御旅屋セリオ
御旅屋セリオ（おたやセリオ、英: OTAYA SERIO）は、富山県高岡市御旅屋町にある複合商業施設である。

## 概要
御旅屋第一街区第1種市街地再開発事業として地元地権者らが設立した「御旅屋第一街区市街地再開発組合」が施工者となって建設された中心市街地にある地下1階、地上9階の再開発ビルである。都市再開発法第110条による全員同意型で地権者の権利変換が行われている。
名称の『セリオ（SERIO）』は、スペイン語で「信頼できる」「誠実な」という意味で、「御旅屋」の伝統ある名称にこだわり、地域に密着したビルを目指す同ビルのコンセプトと合致するとして選んだ。言葉の響きや美しく言いやすいことも理由である。なお、他の候補としてビルの番地である『101』や21世紀を目指す『21』などがあった。

## 施設構造
| 8階 | 高岡子育て支援センターあいあいルーム                                                 | 高岡子育て支援センターあいあいルーム                                                 |
| 7階 | 高岡市オタヤ市民サービスコーナー、高岡市国際交流センター、富山県旅券センター高岡支所 | 高岡市オタヤ市民サービスコーナー、高岡市国際交流センター、富山県旅券センター高岡支所 |
| 6階 | 北日本新聞カルチャーパーク高岡、Takaoka ePark                                        | 北日本新聞カルチャーパーク高岡、Takaoka ePark                                        |
| 5階 | 専門店、富山県消費生活センター高岡支所、高岡市産業振興部商業雇用課、観光交流課       | 専門店、富山県消費生活センター高岡支所、高岡市産業振興部商業雇用課、観光交流課       |
| 4階 | TASU（SHARE LOUNGE 御旅屋セリオ）                                                    |                                                                                      |
| 3階 | オタヤ子ども広場                                                                     | 専門店                                                                               |
| 2階 | 高岡地域地場産業センター                                                             | 専門店                                                                               |
| 1階 | 富山大和高岡サテライトショップ                                                       | 専門店                                                                               |

## 構想から開業まで
1976年（昭和51年）より構想され、1992年（平成4年）10月30日に着工、1994年（平成6年）に愛称が『御旅屋セリオ』に決定、同年3月18日に富山県内最大の百貨店の大和高岡店をキーテナントとしてオープンした。

## 高岡市や地元企業による支援
2007年（平成19年）には高岡市がオタヤ開発の立体駐車場を約2.5億円で取得して、2004年（平成16年）から高岡市が行っている低利融資約8億円を約5.5億円に減らし、高岡市20%、大和20%、北陸銀行、高岡商工会議所などの出資で設立された建物の運営を行う第三セクター「オタヤ開発株式会社」の株式の一部8.67%分の株式を高岡市の仲介で2007年（平成19年）11月24日に三協立山アルミ、トナミ運輸、伏木海陸運送、北陸コカ・コーラボトリング、塩谷建設などの地元有力企業が取得して地元財界を挙げての支援体制がとられたのを皮切りに様々な改善策･支援策が採られている。
大和高岡店の規模縮小に伴い、以前から入居していた富山県旅券センター高岡支所や高岡市国際交流センターに加えて2011年（平成23年）2月25日に高岡市が高岡子育て支援センターを8階に移転させたほか、同年3月11日には6階に北日本新聞カルチャーパーク高岡や北陸銀行のポイント制度の会員を対象とした顧客サロンなどの地元有力企業北陸電力、三協立山アルミ、高岡ケーブルネットワーク、FKKエアーサービスの施設が開設されたり、高岡ステーションビルから高岡市観光協会が移転するなど地元政財界を上げて集客力の維持が図られた。
こうした改装の結果、若い女性客が増えて婦人衣料や子供服の売上が好調となり、大和高岡店も全体の売上高こそ前年同期を下回ったものの営業を継続した売場ベースでは前年超えとなるなど効果が出ている。
また同年に隣接する半地下式の公園「御旅屋メルヘン広場」の中心部にある噴水や植栽を撤去してイベントに使いやすくする改修工事が行われ、大和や地元商店街などで作る実行委員会を組織してイベントを行えるようにして商店街の賑わい復活を目指す施策が採られ、大和が隣接する旧店舗跡地に整備していた広場「万葉の杜（もり）ドラえもんの散歩道」を顧客の要望の多い駐車場に改修するなどの対応も行われた。
(同広場にあったのび太やジャイアン、スネ夫などの12体モニュメント像は8月に高岡駅前にあるウイング・ウイング高岡前広場に移設された。)
2012年（平成24年）3月から閉店時間を1時間早めて午後6時とするなど更なる合理化も進められている。

## 大和の撤退以降の動向
2019年（平成31年）4月11日、キーテナントの大和が同年（令和元年）8月25日を以って閉店することが発表された。
大和の閉店後は、2019年6月時点では、1階に大和以外の既存12店舗を集約し、地下1階に大和とテナント契約をしている食品専門店の営業継続および新規の食料品店を誘致、空きフロアとなる2～5階は高岡市が新たな公共スペースを設置することが検討されていた。しかし入居する大和のサテライトショップを含めると1階に全店舗を集約出来なくなるため、同年7月に1～2階に集約する方針に変更された。
大和の撤退後は、早くても10月にリニューアルオープンする予定であった。この間大和以外の既存店舗は、改装工事期間中も工事に支障を来なさい範囲で認める方針である。なお、リニューアルオープン時に1階に新たに大和のサテライトショップが入店し、7、8階に入っている高岡市関連の施設（オタヤ市民サービスコーナー、高岡子育て支援センターなど）は引き続き現在と同じ場所で運営を続ける一方、7階のレストランとそば店は大和の撤退と同時に閉店となる。その後、同年11月30日にリニューアルオープンし、同年12月13日には7階のレストラン街がオープンした。
地下1階については、食品スーパーの誘致が難航していることから、2022年10月より『御旅屋人マーケット』などのイベント会場として利用されている。
2023年に4階に高岡まちなかスタートアップ施設『TASU』および、同施設内の施設で富山県内初の『SHARE LOUNGE 御旅屋セリオ』が完成し、同年3月25日にオープン。

## 交通アクセス
- JR・あいの風とやま鉄道高岡駅より徒歩3分
- 万葉線末広町停留場下車
- 加越能バス「末広町」下車